# Espinosa del Camino
Espinosa del Camino – gmina w Hiszpanii, w prowincji Burgos, w Kastylii i León, o powierzchni 6,93 km². W 2011 roku gmina liczyła 39 mieszkańców.